# Tabla de lavar (instrumento musical)

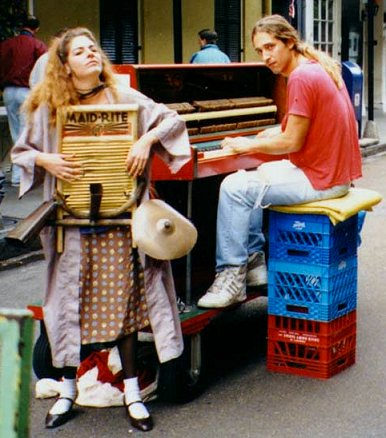
Intérprete de tabla de lavar acompañada por un piano

El washboard ("tabla de lavar") se utiliza como instrumento de percusión, empleando la superficie de metal estriada del dispositivo de limpieza como instrumento de ritmo. Tal como se usa tradicionalmente en jazz, zydeco, skiffle, jar band y música tradicional, se mantiene con su marco de madera y se toca principalmente golpeándola, aunque también se usa raspando su superficie con unos dedales. 

## Características

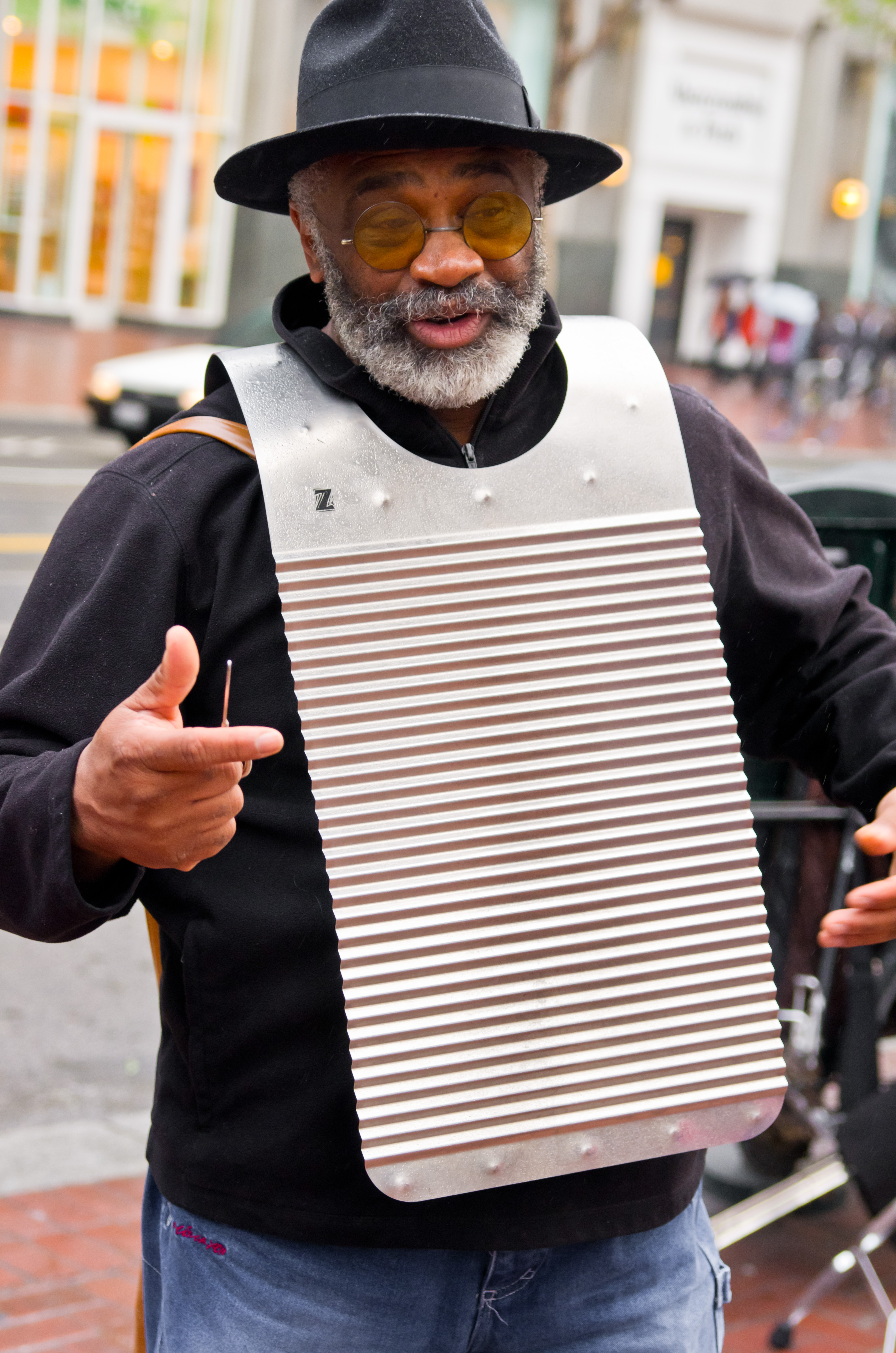
Un frottoir

Es frecuente que las tablas de lavar que se usan como instrumentos musicales estén equipadas con elementos adicionales, como una caja china, un cencerro e incluso pequeños platillos. Por el contrario, en el frottoir (un tipo de tabla utilizada en el zydeco), se prescinde del marco, y consiste simplemente en una plancha de metal corrugada que se cuelga alrededor del cuello. Se hace sonar principalmente con mangos de cuchara o abrebotellas, en una combinación de rasgueo, rascado, golpeteo y giro. El frottoir chaleco se toca como un instrumento de percusión a base de golpes, a menudo formando parte de una banda que cuenta con un batería, mientras que la tabla de lavar generalmente sustituye a la batería. En las bandas de zydeco, el frottoir se suele tocar con un abrebotellas para producir un sonido más fuerte.
Tiende a tocar ritmos contrarios al de la batería. En una banda de jug, también se puede frotar con un mango de escoba y funciona como la batería de la banda, tocando en solitario el ritmo de fondo en la mayoría de las canciones. En un compás de cuatro tiempos, la tabla de lavar se moverá en los tiempos 2 y 4. Su mejor sonido se logra utilizando solo una escobilla o un cepillo de alambre de acero. Sin embargo, en ambientes de jazz, la tabla de lavar también se puede tocar con dedales en todos los dedos, marcando ritmos mucho más complejos, como hacían The Washboard Rhythm Kings, una banda de los años 1930, y Newman Taylor Baker a partir de 1960.

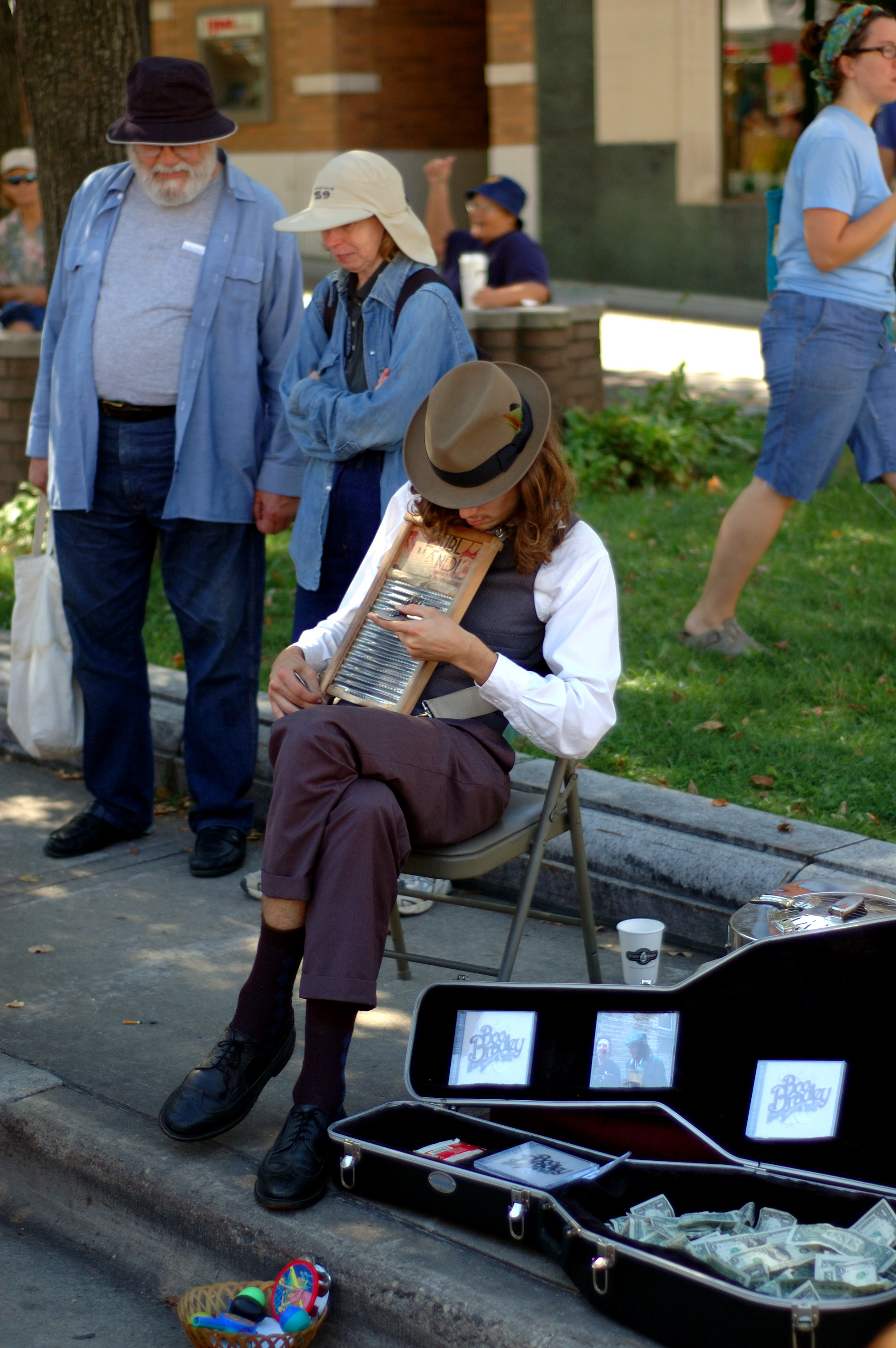
Espectáculo callejero con una tabla de lavar

Hay tres formas generales de colocar la tabla de lavar para su uso como instrumento. La primera, utilizada principalmente por músicos estadounidenses como Washboard Chaz (del Washboard Chaz Blues Trio), y Ralf Reynolds (de Reynolds Brothers Rhythm Rascals), es colocarla verticalmente sobre el pecho. La segunda, utilizada por músicos europeos como David Langlois (de los Blue Vipers de Brooklyn), Ben Turner (de Piedmont Bluz) y Stephane Seva (de Paris Washboard), es sostenerla horizontalmente sobre el regazo o, para configuraciones más complejas, montarla horizontalmente en un soporte especialmente diseñado. El tercer método (y el menos común), utilizado por Washboard Sam, Súle Greg Wilson (de Carolina Chocolate Drops y de Sankofa Strings), y Deryck Guyler, es sostenerla con una orientación perpendicular entre las piernas mientras el percusionista permanece sentado, de modo que ambos lados de la tabla se pueden tocar al mismo tiempo.
Existe un festival de jazz tradicional polaco y un premio musical llamado "Złota Tarka" (Tabla de Lavar Dorada). Las tablas de lavar llamadas "zatulas", también se utilizan ocasionalmente en la música folclórica ucraniana.

## Historia
El washboard como instrumento de percusión se deriva en última instancia de la danza juba tal como se practica en África occidental, danza que sería llevada al Nuevo Mundo por esclavos africanos. Este baile tradicional llevaría al desarrollo de las bandas jug, que usaban garrafas, cucharas y tablas de lavar para marcar el ritmo. Las jug bands se hicieron populares en la década de 1920.
El frottoir, también llamado tabla de frotar zydeco, es un invento de mediados del siglo XX diseñado específicamente para la música zydeco. Es uno de los pocos instrumentos musicales inventados completamente en los Estados Unidos, y representa una versión de la tabla de lavar modificada en algunos de sus elementos esenciales (como la superficie de percusión y las correas para los hombros). Fue diseñada en 1946 por Clifton Chenier, siendo construida por Willie Landry, un amigo y trabajador metalúrgico de la refinería Texaco de Port Arthur, Texas. El hermano de Clifton, Cleveland Chenier, empezó a tocar esta tabla de nuevo diseño con un abrebotellas. Asimismo, el hijo de Willie, Tee Don Landry, continuó con la fabricación tradicional a mano de tablas de frotar en su pequeña tienda de la localidad de Sunset, Luisiana, entre Lafayette y Opelousas.
En 2010, la compañía Saint Blues Guitar Workshop lanzó un instrumento de percusión en forma de tabla de lavar eléctrica, llamado Woogie Board.

## Músicos del washboard
En la Columbia Británica, Canadá, Tony McBride, más popular como "Mad Fingers McBride", actúa con un grupo llamado The Genuine Jug Band. Tony es conocido como "El rey canadiense de las tablas de lavar". Su montaje de percusión fue creado por Douglas Fraser, de la misma banda. La configuración de su tabla de lavar apareció en la revista Modern Drummer, edición de agosto de 2014. También de Canadá, se puede citar a Washboard Hank, que realizó una gira con Fred Eaglesmith.
El músico Steve Katz tocó la tabla de lavar con la Even Dozen Jug Band. Su interpretación se puede escuchar en la legendaria grabación homónima del grupo realizada por Elektra en 1964. Katz repitió con su tabla de lavar en Played a Little Fiddle, una grabación de 2007 junto con Stefan Grossman y Danny Kalb. La manera de tocar la tabla de lavar de Katz es inusual, ya que coloca el instrumento horizontalmente sobre sus piernas, y además, usa palillos para los dedos en lugar de dedales.

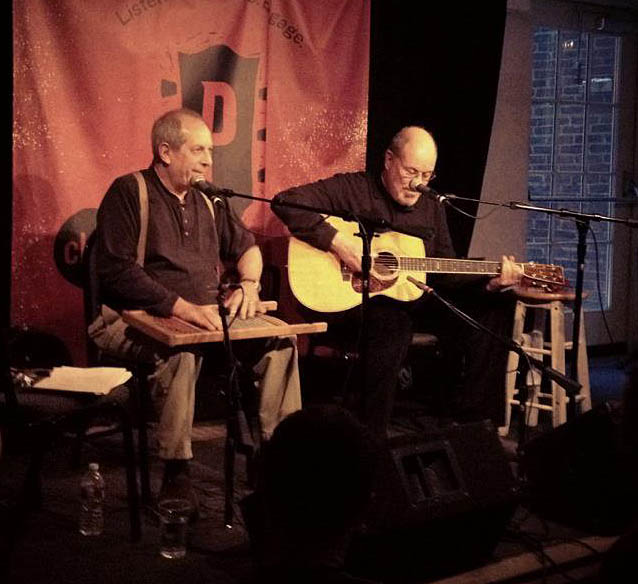
Steve Katz

En Bélgica, Luc Brughmans utiliza horizontalmente su "planche à jazz", sujeta a la cintura mediante un arnés.
En sus primeras actuaciones como The Quarry Men, Los Beatles eran una banda de skiffle, con Peter Shotton tocando una tabla de lavar.
Durante sus primeros años, Mungo Jerry solía presentar tablas de lavar en el escenario e incluirlas en sus discos, interpretada por Joe Rush.
Jim "Dandy" Mangrum, cantante principal de la banda de Rock sureño Black Oak Arkansas, es bien conocido por incorporar la tabla de lavar en muchas de las canciones del grupo, en particular "When Electricity Came to Arkansas". La autodidacta Elizabeth Bougerol ha hecho de la tabla de lavar un elemento clave de la banda de jazz The Hot Sardines.
Cody Dickinson, miembro de las bandas de hill country blues North Mississippi Allstars y Country Hill Revue, toca una tabla de lavar eléctrica en un tema compuesto por él mismo, "Psychedelic Sex Machine". La canción se centra casi por completo en el sonido de la tabla de lavar, capturado por un pequeño micrófono de clip. Luego, el sonido se envía a través de un wah-wah y otros pedales de efectos para crear un sonido más fresco, innovador y actualizado. 
El frottoir se toca con un instrumento para rascar la tabla en cada mano (generalmente, mangos de cuchara o un par de abrebotellas). En un compás de 4 tiempos, su superficie se recorre de 8 a 16 veces. Suena más como un instrumento de percusión de música latina que como un tambor. Los ritmos utilizados suelen ser similares a los que se tocan con un güiro.
El actor Deryck Guyler era conocido por sus habilidades para tocar tablas de lavar.

### Washboards de Les Luthiers
El grupo musical humorístico argentino Les Luthiers incluye tablas de lavar entre los instrumentos que utilizan en sus espectáculos. Las primeras de estas tablas (diseñadas por Ernesto Acher en 1983), llevan adosados una caja china, un cencerro y un platillo. Años después, Hugo Domínguez (Luthier de Les Luthiers) modificó las tablas en 2002, de forma que las tablas actuales están forradas de hojalata y en cada tabla se adosó una bocina, que conforman (si se tocan las tres bocinas al mismo tiempo) el acorde de si bemol.
Las primeras tablas fueron estrenadas en la obra Pepper Clemens... del espectáculo Por Humor al Arte (1983), mientras que las tablas modernas aparecieron por primera vez  en la obra Pepper Clemens... del espectáculo Las Obras de Ayer (2002).

## Lecturas relacionadas
- Chronology of the Washboard in Music, by Chuck Wilson